# Alain Bosquet de Thoran
Ne doit pas être confondu avec Alain Bosquet.
Pour les articles homonymes, voir Bosquet.
Alain Bosquet de Thoran, nom de plume d’Alain Bosquet, né à Uccle le 10 février 1933 et mort à Rhode-Saint-Genèse le 2 juin 2012 , est un écrivain belge de langue française.

## Biographie
Il est l’auteur de poèmes, de récits, nouvelles, romans et essais.
Il obtient le prix Victor-Rossel en 1994 pour La Petite Place à côté du théâtre.
Il siège au fauteuil 17 de l’Académie royale de langue et de littérature françaises de Belgique du 9 mai 1998 au 2 juin 2012.
Celle-ci décerne un prix Alain Bosquet de Thoran.

## Œuvres
- L’Invitation chimérique, poèmes, Édition Georges Houyoux, coll. «  La Tarasque », 1957, 68 p. (BNF 35547110)
- Petit guide pour la visite d’un château, poèmes, Chez l'auteur, 1962
- Le Songe de Constantin, récit, Bruxelles, Belgique,Éditions Jacques Antoine, 1973, 140 p. (BNF 35217201), rééd. Talus d'Approche, 1994
- Naviscence, poèmes, Bruxelles, Belgique, Édition Jacques Antoine, 1973, 49 p. (BNF 35205741)
- Le Musée, récit, Bruxelles, Belgique, Édition Jacques Antoine, 1976, 125 p. (BNF 35426719)
- Petite contribution à un art poétique, poèmes, Bruxelles, Belgique, Édition Jacques Antoine, 1983)
- Traité du reflet. Thème et variations, essai, Bruxelles, Belgique, Bruxelles, Belgique, Éditions Jacques Antoine, 1986, 112 p. (BNF 34984461)
- Deux personnages sur un chemin de ronde, La Tour d’Aigues, France, Éditions de l’Aube, 1992, 166 p.  (ISBN 2-87678-093-3)

- prix Auguste Michot 1994
- La Petite Place à côté du théâtre, récits, Le Rœulx, Belgique, Talus d’Approche, coll. « Littérature », 1994, 85 p.  (ISBN 2-87246-021-7)[1]

- prix Victor-Rossel 1994
- Portrait de l’amateur, chronique, Le Rœulx, Belgique, Talus d’Approche, 1996, 100 p.  (ISBN 2-87246-057-8)
- Fenêtres, ni dedans, ni dehors, CFC-Éditions, coll. « La Ville écrite », 2000, 100 p.  (ISBN 2-87246-057-8)
- Sous la lune aux toits d’ardoise, poèmes, Éditions Le Cormier, 2001, 30 p. (BRB : A 2007 1.597)
- Le Cavalier de la Monalena, récit, La Tour d’Aigues, France, Éditions de l’Aube, coll. « Regards croisés », 2002, 145 p.  (ISBN 2-87678-797-0)
- Fragments, poèmes, Bruxelles, Belgique, Éditions Le Cormier, 2004, 41 p. (BRB : A 2007 1.593)
- Le Collectionneur de passants, nouvelles, Bruxelles, Belgique, Éditions Le Grand Miroir, coll. « Nouvelles », 2007, 97 p.  (ISBN 978-2-87415-749-3)
- Chronique d’une hémiplégie, carnet de bord, Bruxelles, Belgique, Éditions Luc Pire, 2007, 164 p.  (ISBN 978-2-87415-760-8)[4]
- Mémoire de l’outil, poèmes, Bruxelles, Belgique, Éditions Le Cormier, 2007, 50 p. (BRB : A 2008 292)

- Prix littéraire du Parlement de la Communauté française 2007
- Souvenirs et rêveries en désordre, essai, Bruxelles, Belgique, Didier Devillez Éditeur, 104 p. 2010  (ISBN 978-2-87396-128-2)
- Bribes, poèmes, Bruxelles, Belgique, Éditions Le Cormier, 2010, 50 p.  (ISBN 978-2-930231-65-5)